# Maria Vlamijnck

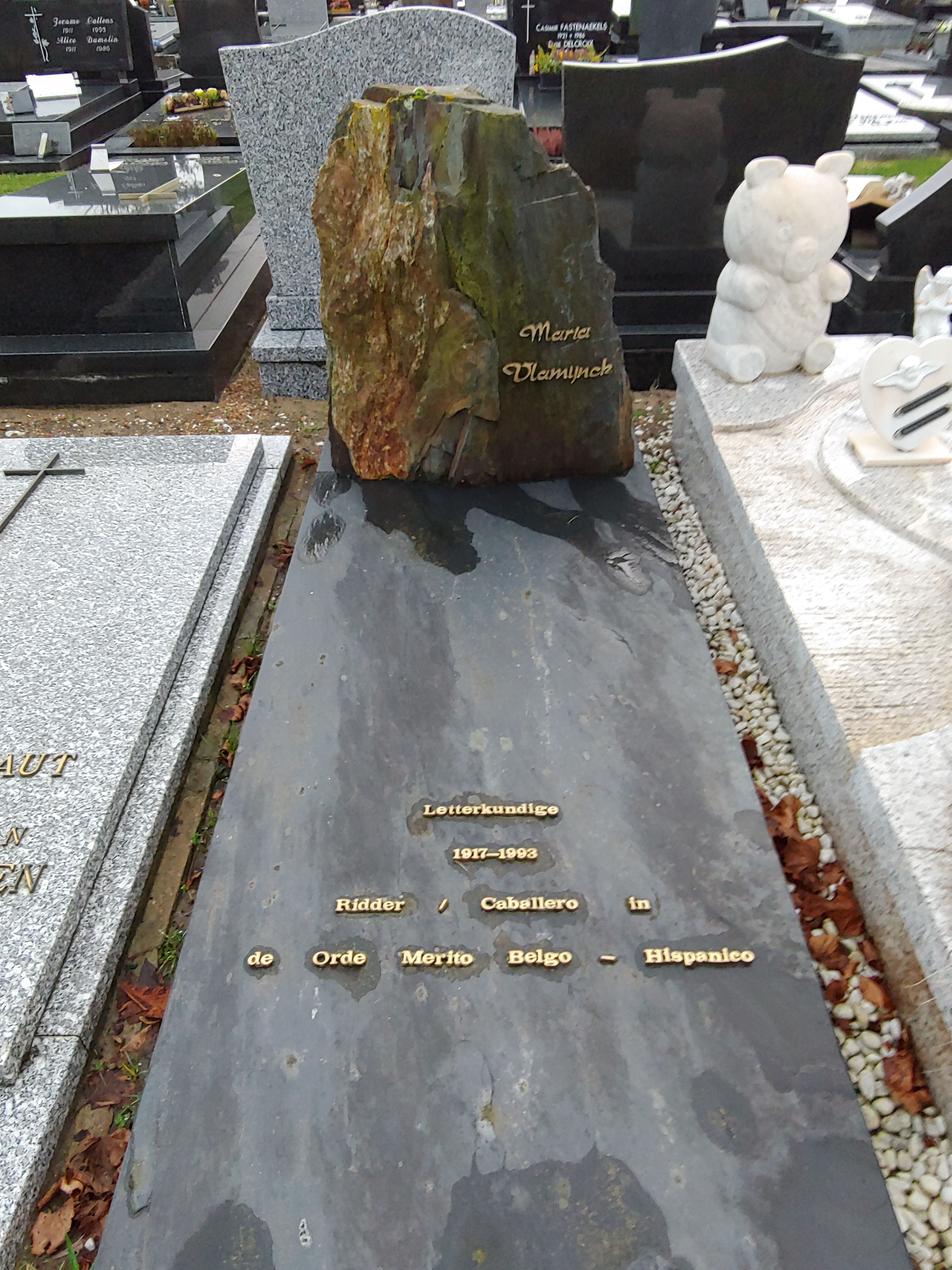
Het graf van Maria Vlamijnck

Maria Vlamijnck (Sheffield, 13 maart 1917 – Koksijde, 22 januari 1993 ) was een Vlaams schrijfster.

## Levensloop en carrière
Vlamijnck werd geboren in Noord-Engeland, waar haar Vlaamse ouders twee jaar eerder waren uitgeweken voor het oorlogsgeweld. Haar vader werkte daar in de befaamde staalindustrie. In 1921, drie jaar na de oorlog, verhuisde het jonge gezin terug naar België naar de kustgemeente Nieuwpoort in de Frans-Belgische regio Westhoek, waar ze verder opgroeide.
In de jaren 1930 kreeg ze te maken met gezondheidsproblemen en financiële moeilijkheden, waardoor ze moest afzien van een verdere studie.
Tijdens de Tweede Wereldoorlog was ze lid van de Dietsche Meisjesscharen, een nationaalsocialistische jeugdvereniging.
Na de oorlog vestigde ze zich in Brussel, waar ze onder andere werkte als vertaler van technische teksten. In 1963 publiceerde ze op 47-jarige leeftijd haar eerste roman, en daarna bleef ze schrijven. In 1983 publiceerde ze ook een eerste gedichtenbundel. 
In 1978 keerde ze terug naar de Westhoek, waar ze de rest van haar leven zou verblijven.

### Onderscheidingen en prijzen
In 1960 had Vlamijnck een eerste eervolle vermelding ontvangen bij een romanprijsvraag van het maandblad De Periscoop, maar vond het manuscript niet goed genoeg voor verdere publicatie. In 1981 werd haar werk "De donkere nacht van Julia Fonteyn" onderscheiden met de Dr. F. Snellaertprijs van de Vereniging van Vlaamsnationalistische auteurs. In 1991 ontving ze een Karel Barbierprijs van de Koninklijke Academie voor Nederlandse Taal- en Letterkunde voor haar werk Toledo (1991).
In haar vroege werk heeft Vlamijnck geschreven over de historie van de Nieuwpoort, waarvoor het stadsbestuur van de stad Nieuwpoort haar verschillende keren heeft onderscheiden. In 1975 ontving ze van hen een letterkundige prijs van de historische roman Het beleg van Nieuwpoort. 
Op haar zeventigste verjaardag in 1987 organiseerde de stad een huldiging, waarbij Patrick Dewael, Minister van Cultuur van de Vlaamse Gemeenschap haar een eremetaal uitreikte. In november 1992 vond een laatste plechtigheid plaats waarbij ze werd onderscheiden voor haar gehele literaire oeuvre. Hiernaast ontving ze twee Spaanse onderscheidingen: de bevordering tot ridder/caballero in de orde 'Merito Belgo-Hispanico' en de medaille 'Gran Premio Francisco Goya.' voor de Spaanse georiënteerde historische werken Vierboete, De heer van Geuzen-Yde, De donkere nacht van Julia Fonteyn, De gelieven van Salamanca, Zwerftocht naar het geluk en Toledo.

## Publicaties
- Vierboete, historische roman (Nieuwpoort in de 16de eeuw), Leuven, Davidsfonds, 1963.
- Een steen op een graf, 1965.
- De weg terug, over de wereld van psychiatrie, neurose en schizofrenie, Leuven, 1971.
- Het beleg van Nieuwpoort, 1977.
- De vuilnisbelt en de goudmijn, verhaal, in: Vrouwen in Vlaanderen schrijven nu, Zele, D.A.P. Reinaert, 1977.
- De heer van Geuzen-Yde, Zele, D.A.P. Reinaert, 1978.
- De donkere nacht van Julia Fonteyn, roman, Antwerpen, De Nederlanden, 1981,
- De slag bij Nieuwpoort, historische monografie, Heembibliotheek Bachten de Kuupe, 1981.
- De Gelieven van Salamanca, roman, Antwerpen, Uitgeverij De Nederlanden, 1983.
- Het geluk, je moet het vergeten, poëzie, 1983.
- Uit de streeke, gedichten van G. Gezelle met teksten van M. Vlamijnck en J. Boets, Nukerke, 1985.
- Zwerftocht naar het geluk, roman, Antwerpen, De Nederlanden, 1986.
- Vanitassymbolen, poëzie, Dilbeek, Dilbeekse cahiers, 1988.
- Toledo. Roman uit het Spanje van Filips II, historische roman, Dilbeek, Dilbeekse cahiers, 1989.
- Een plejade kunstschilders in Nieuwpoort van 1835 tot 1918, Dilbeek, Dilbeekse cahiers, 1992.
- Het Landhuisje, novelle, Dilbeek: Dilbeekse cahiers, 1992.

Verdere publicaties van korte verhalen
Maria Vlamijnck heeft een tiental verhalen gepubliceerd in de tijdschriften Schuim, Creare, ‘t Kofschip en het contactblad van het Karel Bulsfonds. En tevens:
- Sidronius de Hossche, Vlaams neo-Latijns dichter uit Merkem, jezuïet (Merkem, 1596 - Tongeren, 1653), in: Tijdschrift Bachten de Kupe, 1979.
- De onthaaldienst - Het mes en de wonde - De moord in de Papenvest - De schizofrene harlekijn, vier verhalen uit 1977, herontdekt, ingeleid en toegelicht door Yvo J.D. Peeters, 2012.